# Liste des interstates en Caroline du Nord
Les vingt-une autoroutes inter-États en Caroline du Nord sont huit autoroutes principales et treize auxiliaires. L'État compte un total de 1410 miles (2270 km) d'autoroutes. Celles-ci sont entretenues par le North Carolina Department of Transportation (NCDOT).

## Autoroutes principales
| Numéro       | Longueur (mi) | Longueur (km) | Terminus sud / ouest                                | Terminus nord / est                         | Créée    | Notes |
| ------------ | ------------- | ------------- | --------------------------------------------------- | ------------------------------------------- | -------- | --- |
| I-26         | 53,67         | 86,37         | I-26 / US 23 à la frontière avec le Tennessee       | I-26 à la frontière avec la Caroline du Sud | 1966     | Segment manquant à Asheville                                                                                               |
| I-40         | 419,40        | 674,96        | I-40 à la frontière avec le Tennessee               | US 117 / NC 132 à Wilmington                | 1958     | |
| I-42         | —             | —             | I-40 / US 70 près de Garner                         | US 70 à Morehead City                       | proposée | Future désignation d'un segment de la US 70                                                                                |
| I-73         | 76,52         | 123,15        | US 220 près d'Ellerbe                               | US 220 à Summerfield                        | 1997     | Un segment actuellement ouvert entre Greensboro et Ellerbe; à terme, l'autoroute reliera la Virginie et la Caroline du Sud |
| I-74         | 69,61         | 112,03        | I-77 à la frontière avec la Virginie                | US 74 / NC 41 près de Lumberton             | 1997     | Trois segments actuellement ouverts à Mount Airy, Piedmont Triad et Laurinburg                                             |
| I-77         | 102,31        | 164,65        | I-77 / US 21 à la frontière avec la Caroline du Sud | I-77 à la frontière avec la Virginie        | 1965     | |
| I-85         | 231,23        | 372,13        | I-85 à la frontière avec la Caroline du Sud         | I-85 à la frontière avec la Virginie        | 1958     | |
| I-87         | 12,60         | 20,30         | I-40 / US 64 à Raleigh                              | US 64 / US 264 à Wendell                    | 2017     | À terme, l'autoroute atteindra Norfolk, Virginie                                                                           |
| I-95         | 181,71        | 292,43        | I-95 à la frontière avec la Caroline du Sud         | I-95 à la frontière avec la Virginie        | 1958     | |
| - Non-ouvert |               |               |                                                     |                                             |          | |

## Autoroutes auxiliaires
| Numéro       | Longueur (mi) | Longueur (km) | Terminus sud / ouest                     | Terminus nord / est                  | Créée    | Notes                                                                                      |
| ------------ | ------------- | ------------- | ---------------------------------------- | ------------------------------------ | -------- | ------------------------------------------------------------------------------------------ |
| I-140        | 25,40         | 40,88         | US 17 près de Winnabow                   | I-40 / NC 140 à Murraysville         | 2008     |                                                                                            |
| I-240        | 9,14          | 14,71         | I-26 / I-40 / US 74 à Asheville          | I-40 / US 74A à Asheville            | 1980     |                                                                                            |
| I-274        | 16,83         | 27,09         | US 158 à Winston-Salem                   | I-74 / I-285 / US 52 à Winston-Salem | proposée | NCDOT a proposé la numérotation pour le segment ouest de la Winston-Salem Northern Beltway |
| I-277        | 4,41          | 7,10          | I-77 / US 21 / US 74 à Charlotte         | I-77 / US 21 / NC 16 à Charlotte     | 1981     |                                                                                            |
| I-285        | 23,00         | 37,01         | I-85 / US 29 / US 52 / US 70 à Lexington | I-40 / US 52 / NC 8 à Winston-Salem  | 2018     |                                                                                            |
| I-295        | 22,00         | 35,41         | US 401 à Fayetteville                    | I-95 / US 13 à Eastover              | 2019     | Sera prolongée jusqu'à l'I-95 près de Parkton d'ici 2026                                   |
| I-440        | 16,40         | 26,39         | I-40 / US 1 / US 64 à Raleigh            | I-40 / US 64 à Raleigh               | 1991     |                                                                                            |
| I-485        | 67,60         | 108,79        | Ceinture autour de Charlotte             | Ceinture autour de Charlotte         | 1988     |                                                                                            |
| I-540        | 27,30         | 43,94         | I-40 / NC 540 près de Durham             | I-87 / US 64 / US 264 à Knightdale   | 1997     |                                                                                            |
| I-587        | 37,00         | 59,55         | I-95 / I-795 / US 264 à Wilson           | US 264 / NC 11 Bypass à Greenville   | 2022     |                                                                                            |
| I-685        | —             | —             | I-85 / US 421 près de Greensboro         | I-95 près de Dunn                    | proposée |                                                                                            |
| I-785        | 7,00          | 11,27         | I-40 / I-85 à Greensboro                 | US 29 à Greensboro                   | 2013     | Sera prolongée jusqu'à Danville, VA                                                        |
| I-795        | 25,40         | 40,88         | US 70 à Goldsboro                        | I-95 / US 264 à Wilson               | 2007     | Sera prolongée jusqu'à l'I-40 près de Faison                                               |
| I-840        | 21,10         | 33,96         | I-40 / I-73 / US 421 à Greensboro        | I-40 / I-85 / I-785 à Greensboro     | 2011     |                                                                                            |
| I-885        | 8,40          | 13,52         | I-40 à Research Triangle Park            | I-85 à Durham                        | 2022     |                                                                                            |
| - Non-ouvert |               |               |                                          |                                      |          |                                                                                            |